# Waterline
A Waterline (magyarul: Vízvonal) című dal Írországot képviselte a 2012-es Eurovíziós Dalfesztiválon. A dalt az ír Jedward együttes adta elő angolul. A Jedward már a 2011-es Eurovíziós Dalfesztiválon is részt vett, ahol a döntőben 119 ponttal a 8. helyet érték el.
A dal a 2012. február 24-én rendezett ír nemzeti döntőben nyerte el az indulás jogát. A döntőben a nézők és a zsűri szavazatai alapján alakult ki a végeredmény. A dal a zsűritől 54, a nézőktől pedig 60 pontot kapott, így 114 ponttal az első helyen végzett, ami az ötfős mezőnyben elegendő volt a győzelemhez.
Az Eurovíziós Dalfesztiválon a dalt először a május 22-én rendezett első elődöntőben adták elő, a fellépési sorrendben utolsóként, azaz tizennyolcadikként a moldáv Pasha Parfeny Lăutar című dala után. Az elődöntőben 92 ponttal a hatodik helyen végzett, így továbbjutott a döntőbe.
A május 26-án rendezett döntőben a fellépési sorrendben huszonharmadikként adták elő, a macedón Kaliopi Crno i belo című dala után és a szerb Željko Joksimović Nije ljubav stvar című dala előtt. A szavazás során 46 pontot kapott, mely a 19. helyet helyet jelentette a 26 fős mezőnyben.
A következő ír induló Ryan Dolan volt Only Love Survives című dalával a 2013-as Eurovíziós Dalfesztiválon.

## Külső hivatkozások
- Dalszöveg
- YouTube videó: A Waterline című dal előadása az ír nemzeti döntőben